# Get' Em Out by Friday
Get 'Em out By Friday (en castellano: "Échalos Para El Viernes") es una canción del grupo inglés de rock progresivo Genesis aparecida por primera vez en el álbum Foxtrot del año 1972. Las letras se encuentran divididas entre los personajes de la canción, algo que el grupo ya había usado anteriormente en Harold The Barrel, del álbum Nursery Cryme.
Al igual que en la canción Watcher Of The Skies, se utilizó nuevamente el tema de la ciencia ficción: en el año 2012, un hombre de negocios compra calles enteras para poder ubicar la gente en edificios más pequeños, para lo cual los seres humanos eran reducidos genéticamente en tamaño (las letras incluían la línea "Este es un anuncio del Control Genético: es mi triste deber informarles de una restricción de cuatro pies en la altura de los humanoides.") ya que de esta forma podrían entrar más personas en el mismo departamento, algo que fue tomado tras el concepto de la sobrepoblación.
Peter Gabriel canta las partes de John Pebble (Juan Guijarro en castellano), el empresario sin corazón; Mark "El Desalojador" Hall; sus asesores y varios inquilinos. Los personajes eran tipificados humorísticamente por Gabriel, que utilizaba cambios en su voz y acentos para representar a los distintos personajes. Se rumorea que para escribir esta canción Peter Gabriel se inspiró en un conflicto que tuvo con su casero a principios de la década del '70.
Alternando entre el rápido y neurótico personaje de John Pebble y las suaves secciones para los tristes inquilinos, la canción junta mucho movimiento y drama, aumentado por partes vocales más enérgicas en el escenario. La canción fue interpretada regularmente durante la gira de Foxtrot en el año 1972, apareciendo en vivo en el álbum Genesis Live del año siguiente, aunque fue prácticamente descartada luego del álbum Selling England By The Pound al no ser bien recibida por los fanes, que tomaron las letras de forma literal en vez de con el tinte humorístico que fue pensada, siendo tocada luego en muy pocas oportunidades.
- Datos: Q1981703